# 50 Fremont Center
Het 50 Fremont Center is een wolkenkrabber in San Francisco, Verenigde Staten. De bouw van de aan 50 Fremont Street gelegen kantoortoren begon in 1983 en werd in 1985 voltooid.

## Ontwerp
Het 50 Fremont Center is 183 meter hoog en telt 43 verdiepingen. Het heeft een totale oppervlakte van 68.350 vierkante meter en bevat 20 liften. Bij het gebouw horen ook twee aangrenzende gebouwen met detailhandel en een plaza. Het is door Skidmore, Owings and Merrill in modernistische stijl ontworpen.